# Natalie Imbruglia
Natalie Jane Imbruglia (Sydney, 4 de febrer de 1975) és una cantant i actriu australiana.

## Carrera
De pare sicilià —procedent de Messina— i mare australiana, és la segona de quatre germans. Va créixer a la Costa Central, al nord de Sydney. De la mateixa manera que Jason Donovan i Kylie Minogue, també va participar de la sèrie de televisió Neighbours (Veïns) abans de començar la seva carrera de cantant.
El seu primer senzill, «Torn» del 1997, va arribar al número dos en les llistes angleses i el seu àlbum Left of the Middle va vendre sis milions de còpies. El següent en aparèixer, el 2001, va ser White Lilies Island, que va vendre més d'un milió de còpies. El 1999 va col·laborar amb Tom Jones en el seu disc Reload.
Va tornar a actuar el 2002 en un paper secundari a la paròdia d'espies Johnny English, al costat de Rowan Atkinson. Es va casar amb en Daniel Johns, cantant de Silverchair, després de molts anys de parella, el 31 de desembre del 2003.
A l'abril del 2005, va llençar el seu tercer treball d'estudi, Counting Down The Days al Regne Unit, el qual va arribar al número 1 en ventes en la seva primera setmana. El primer senzill d'aquest àlbum va ser Shiver. Aquest es va convertir en el seu senzill més exitós al Regne Unit des del seu debut. El segon senzill va ser Counting Down The Days, llençat el 25 de juliol, que tot i tenir menys èxit que Shiver, va aconseguir mantenir l'interès en el seu treball, dominant les emisores de ràdio com en l'anterior.
El 2009 publica Come to Life, un àlbum en el que hi va participar Chris Martin, cantant de Coldplay, component diversos temes com Lukas, Fun i Want, i també amb la participació de Brian Eno a la producció.
El desembre del 2013 anuncia, a través del seu compte d'Instagram, que està treballant en un nou àlbum de versions, produït per Christian Medice i Billy Mann.

## Discografia

### Àlbums
- 1997: Left of the Middle
- 2001: White Lilies Island
- 2005: Counting Down the Days
- 2009: Come To Life
- 2015: Male
- 2019: tba

### Recopilacions
- 2007: Glorious: The Singles 97-07

### Senzills
De Left of the Middle
- «Torn» (27 d'octubre del 1997)
- «Big Mistake» (17 d'abril del 1998)
- «Wishing I Was There» (juny del 1998)
- «Smoke» (16 de novembre del 1998)

De White Lilies Island
- «That Day» (29 d'octubre del 2001)
- «Wrong Impression» (11 de març del 2002)
- «Beauty on the Fire» (22 de juliol del 2002)

De Counting Down the Days
- «Shiver» (21 de març del 2005)
- «Counting Down the Days» (25 de juliol del 2005)

De Glorious: The Singles 97-07
- «Glorious» (27 d'agost del 2007)

De Come To Life
- «Wild About It» (3 d'agost del 2009)
- «Want» (28 de setembre del 2009)

De Male
- «Instant Crush» (23 de març del 2015)

### Aparicions
- «Troubled by the Way We Came Together» a Go O.S.T. (1999)
- «Never Tear Us Apart» amb Tom Jones a Reload (1999)
- «Identify» a Stigmata O.S.T (1999)
- «Cold Air» a Y tu mamá también O.S.T. (2001)
- «Pineapple Head» a She Will Have Her Way (2005)

### Versions
El tema «Smoke» va ser versionat per la banda de rock gòtic alemayna Dreadful Shadows, en el seu disc Apology, l'any 2000. També el senzill «Torn» va ser versionat per la banda One Direction a The X Factor 2010 i per la banda alemanya The Baseballs.

## Col·laboracions
- All the Magic - Pel·lícula.- Winx Club Il Segreto del Regno Perduto (Winx Club El Secret del Regne Perdut) (2007)

## Guardons
Nominacions
- 1999: Grammy al millor nou artista